# African Peace and Security Architecture
African Peace and Security Architecture (APSA) är en afrikansk freds- och säkerhetsarkitektur vilken utvecklades under sena 90-talet. APSA är intimt förknippat med Organisationen för Afrikansk Enhet (OAU) och koordineras av Afrikanska Unionen (AU) samt är knutet till Freds- och Säkerhetsrådet (PSC). APSA kan ses som en del i tanken om ”afrikanska lösningar på afrikanska problem” och har blivit central i EU:s strategi för fred och säkerhet i Afrika. APSA har bidragit till förbättrad struktur vad gäller säkerhetsfrågor i regionen.

## Organisation
APSA:s organisation är baserad på Freds- och Säkerhetsrådets protokoll från 2002. Organisationen är uppbyggd på fem pelare som består av det tidigare nämnda Freds- och Säkerhetsrådet samt beredskapsstyrkan. Därtill Panel of the Wise (PoW), Continental Early Warning System (CEWS) och the Peace Fund. Continental Early Warning System ansvarar för datainsamling och analys av tidiga varningsindikationer för väpnade konflikter, Peace Fund ansvarar för finansiella resurser till fredsoperationer och Panel of the Wise är ett råd bestående av fem afrikanska personligheter som har verkat för fred och stabilitet i Afrika. APSA finansieras huvudsakligen av externa aktörer. Detta då Afrikanska Unionen till största del finansieras av EU, medlemsländer i EU, Japan och Kina. 2015 finansierade dessa aktörer 95 % av den Afrikanska Unionens budget.